# Father (Psy)
Father (in coreano 爸爸) è un singolo del rapper sudcoreano Psy, estratto dall'album di remix Remake & Mix 18 Beon e pubblicato nel 2005.
Il brano, dedicato al padre di PSY, è stato successivamente ripubblicato il 26 marzo 2015 in una versione più lenta realizzata con la collaborazione del celebre pianista cinese Lang Lang.

## Video musicale
Il video del brano è realizzato in stile cartone animato, e vede l'apparizione sia di PSY che di alcuni membri della sua famiglia, principalmente suo padre.

## Classifiche
| Classifica (2005) | Posizione massima |
| ----------------- | ----------------- |
| Corea del Sud     | 20                |